# Sympherobius notatus
Sympherobius notatus is een insect uit de familie van de bruine gaasvliegen (Hemerobiidae), die tot de orde netvleugeligen (Neuroptera) behoort. 
Sympherobius notatus is voor het eerst wetenschappelijk beschreven door Kimmins in 1932.